# Marija Šestak
Marija Šestak z domu Martinović (ur. 17 kwietnia 1979 w Kragujevacu) – serbska lekkoatletka reprezentująca od 13 lipca 2006 Słowenię, specjalistka trójskoku, brązowa medalistka halowych mistrzostw świata, halowa wicemistrzyni Europy.

## Największe osiągnięcia
| Rok  | Rodzaj zawodów                 | Miasto    | Konkurencja | Miejsce | Wynik   |
| ---- | ------------------------------ | --------- | ----------- | ------- | ------- |
| 1997 | Mistrzostwa Europy juniorów    | Lublana   | trójskok    | 2.      | 13,54 m |
| 1998 | Mistrzostwa świata juniorów    | Annecy    | trójskok    | 3.      | 13,47 m |
| 2001 | Młodzieżowe mistrzostwa Europy | Amsterdam | trójskok    | 2.      | 13,72 m |
| 2008 | Halowe mistrzostwa świata      | Walencja  | trójskok    | 3.      | 14,68 m |
| 2008 | Igrzyska olimpijskie           | Pekin     | trójskok    | 6.      | 15,03 m |
| 2008 | Światowy Finał IAAF            | Stuttgart | trójskok    | 3.      | 14,63 m |
| 2009 | Halowe mistrzostwa Europy      | Turyn     | trójskok    | 2.      | 14,60 m |

## Rekordy życiowe
- hala
  - skok w dal – 6,59 m (2007)
  - trójskok – 15,08 m (2008) rekord Słowenii, 5. wynik w historii światowej lekkoatletyki
- stadion
  - skok w dal – 6,58 (2007)
  - trójskok – 15,03 (2008) rekord Słowenii